# Berg, Germersheim
Berg là một xã thuộc huyện Germersheim, trong bang Rheinland-Pfalz, phía tây nước Đức. Xã Berg, Germersheim có diện tích 6,76 km², dân số thời điểm ngày 31 tháng 12 năm 2006 là 2152 người.